# Ervy-le-Châtel
Ervy-le-Châtel és un municipi francès situat al departament de l'Aube i a la regió del Gran Est. L'any 2007 tenia 1.191 habitants.

## Demografia

### Població
El 2007 la població de fet d'Ervy-le-Châtel era de 1.191 persones. Hi havia 470 famílies de les quals 164 eren unipersonals (51 homes vivint sols i 113 dones vivint soles), 149 parelles sense fills, 114 parelles amb fills i 43 famílies monoparentals amb fills.
La població ha evolucionat segons el següent gràfic:
Habitants censats

### Habitatges
El 2007 hi havia 601 habitatges, 485 eren l'habitatge principal de la família, 43 eren segones residències i 74 estaven desocupats. 496 eren cases i 103 eren apartaments. Dels 485 habitatges principals, 298 estaven ocupats pels seus propietaris, 169 estaven llogats i ocupats pels llogaters i 18 estaven cedits a títol gratuït; 10 tenien una cambra, 28 en tenien dues, 111 en tenien tres, 138 en tenien quatre i 197 en tenien cinc o més. 312 habitatges disposaven pel capbaix d'una plaça de pàrquing. A 233 habitatges hi havia un automòbil i a 176 n'hi havia dos o més.

### Piràmide de població
La piràmide de població per edats i sexe el 2009 era:
| Homes | Edats   | Dones |
| ----- | ------- | ----- |
| 8     | 95 o +  | 4     |
| 12    | 90 a 94 | 20    |
| 12    | 85 a 89 | 28    |
| 20    | 80 a 84 | 16    |
| 28    | 75 a 79 | 40    |
| 20    | 70 a 74 | 40    |
| 36    | 65 a 69 | 36    |
| 36    | 60 a 64 | 44    |
| 16    | 55 a 59 | 20    |
| 44    | 50 a 54 | 32    |
| 44    | 45 a 49 | 36    |
| 64    | 40 a 44 | 36    |
| 20    | 35 a 39 | 40    |
| 44    | 30 a 34 | 28    |
| 44    | 25 a 29 | 32    |
| 12    | 20 a 24 | 36    |
| 52    | 15 a 19 | 40    |
| 24    | 10 a 14 | 24    |
| 20    | 5 a 9   | 28    |
| 36    | 0 a 4   | 28    |

## Economia
El 2007 la població en edat de treballar era de 670 persones, 465 eren actives i 205 eren inactives. De les 465 persones actives 391 estaven ocupades (218 homes i 173 dones) i 74 estaven aturades (30 homes i 44 dones). De les 205 persones inactives 100 estaven jubilades, 42 estaven estudiant i 63 estaven classificades com a «altres inactius».

### Ingressos
El 2009 a Ervy-le-Châtel hi havia 502 unitats fiscals que integraven 1.113,5 persones, la mediana anual d'ingressos fiscals per persona era de 16.292 €.

### Activitats econòmiques
Dels 68 establiments que hi havia el 2007, 1 era d'una empresa extractiva, 4 d'empreses alimentàries, 1 d'una empresa de fabricació de material elèctric, 5 d'empreses de fabricació d'altres productes industrials, 11 d'empreses de construcció, 11 d'empreses de comerç i reparació d'automòbils, 5 d'empreses de transport, 2 d'empreses d'hostatgeria i restauració, 1 d'una empresa d'informació i comunicació, 4 d'empreses financeres, 2 d'empreses immobiliàries, 6 d'empreses de serveis, 6 d'entitats de l'administració pública i 9 d'empreses classificades com a «altres activitats de serveis».
Dels 23 establiments de servei als particulars que hi havia el 2009, 1 era una gendarmeria, 1 oficina de correu, 1 una oficina bancària, 1 funerària, 3 tallers de reparació d'automòbils i de material agrícola, 3 paletes, 2 guixaires pintors, 2 fusteries, 2 lampisteries, 1 electricista, 5 perruqueries i 1 restaurant.
Dels 10 establiments comercials que hi havia el 2009, 1 era un hipermercat, 2 fleques, 3 carnisseries, 1 una peixateria, 1 una botiga de material de revestiment de parets i terra i 2 floristeries.
L'any 2000 a Ervy-le-Châtel hi havia 9 explotacions agrícoles.

## Equipaments sanitaris i escolars
El 2009 hi havia 1 farmàcia i 1 ambulància.
El 2009 hi havia 1 escola maternal i 1 escola elemental. Ervy-le-Châtel disposava d'un col·legi d'educació secundària amb 233 alumnes.

## Poblacions més properes
El següent diagrama mostra les poblacions més properes.